# Max Consbruch
Max Friedrich Julius Consbruch (* 20. Juni 1866 in Elbing; † 14. August 1927 ebenda) war ein deutscher Klassischer Philologe und Gymnasialdirektor.
Max Consbruch, Sohn eines Pfarrers, studierte nach dem Besuch des Gymnasiums in Elbing seit 1884 in Berlin, seit 1885 in Breslau Klassische Philologie und Theologie. Er wurde Mitglied des Akademisch-Philologischen Vereins Berlin und des Philologischen Vereins Breslau im Naumburger Kartellverband. 1889 wurde er in Breslau promoviert, 1890 bestand er dort die Staatsprüfung für den Schuldienst. Anschließend verbrachte er im Auftrag der Akademie der Wissenschaften zu Berlin für Arbeiten über griechische Etymologika einige Monate in Italien. Danach lebte er in Halle an der Saale und lehrte dort von 1892 bis 1894 an der Lateinischen Hauptschule der Franckeschen Stiftungen, von 1894 bis 1909 am dortigen Stadtgymnasium. Von 1902 bis 1909 war er zugleich Assistent am philologischen Seminar der Universität Halle. Von 1909 bis 1911 war er Direktor des Karl-Friedrich-Gymnasiums zu Eisenach. Von 1911 bis 1915 war er Direktor des Gymnasiums zu St. Maria Magdalena in Breslau. 1915 wurde er zum Provinzialschulrat in Schleswig ernannt. Während des Ersten Weltkriegs fungierte er vom März 1916 bis Ende 1917 als Leiter des Schulwesens in Polen mit Amtssitz in Warschau. Nach Kriegsende war er weiterhin Aufseher des schleswig-holsteinischen Schulwesens (nun als Oberschulrat) bis zu seinem Tode.
Neben seiner Tätigkeit als Lehrer betätigte er sich weiterhin in der altphilologischen Forschung, u. a. schrieb er auch Artikel für Paulys Realencyclopädie der classischen Altertumswissenschaft und veröffentlichte eine kritische Edition der literaturtheoretischen Schrift des griechischen Grammatikers Hephaistion.

## Veröffentlichungen
- De Hephaestioneis qui circumferuntur peri poiēmatos commentariis, Dissertation, Breslau 1889
- De veterum peri poiēmatos doctrina: acc. commentarii qui circumferuntur peri poiēmatos, Breslau 1890
- Hephaestionis enchiridion, Leipzig 1906
- Deutsche Lyrik des 19. Jahrhunderts, Leipzig 1909